# The Hunt (film 2020)
The Hunt è un film del 2020, diretto da Craig Zobel.
La pellicola, con protagonisti Betty Gilpin, Ike Barinholtz, Emma Roberts e Hilary Swank, è l'adattamento cinematografico del racconto del 1924 La partita più pericolosa, scritto da Richard Connell.

## Trama
Undici sconosciuti si risvegliano all'interno di un parco appartenente alla cosiddetta Fattoria, scoprendo di lì a poco di essere stati scelti per essere cacciati in un gioco ideato da un gruppo di persone della ricca élite. Per rendere il gioco più interessante, alle prede vengono concesse delle armi che recuperano da un'enorme cassa posizionata nel bel mezzo di una radura del parco. Nonostante ciò, il gioco si trasforma in un massacro e riescono a salvarsi apparentemente solo "Staten Island" e altre due prede scavalcando le recinzioni della Fattoria. I tre raggiungono una stazione di servizio dove fanno la conoscenza dei coniugi Ma e Pop, che li assicurano di trovarsi in Arkansas. Quando le prede scoprono l'inganno è ormai troppo tardi: i coniugi li hanno già avvelenati. Poco più tardi, dopo aver ripulito tutti gli interni della stazione, vi giunge anche Crystal, che fino ad allora non si era esposta direttamente. Ella nota delle macchie di sangue su delle banconote rendendosi conto che anche Ma e Pop stanno recitando. Crystal uccide quindi i due coniugi, iniziando la sua escalation di vendetta, trasformandosi da preda a predatrice.
Crystal scopre di trovarsi in Croazia e continuerà la sua fuga insieme ad un'altra preda: Gary. I due riescono a salire su un treno merci dove trovano un gruppo di profughi. Il treno viene fermato poco dopo da alcuni militari che costringono i fuggitivi ed i clandestini a seguirli fino ad un hotspot per migranti. Gary nel frattempo si accorge che uno dei profughi è in realtà un attore, si tratta di Crisis Mike, e dopo una breve rissa riesce a rubargli una delle sue granate facendolo così saltare in aria. Presso l'hot spot, Crystal fa la conoscenza anche di Don, un altro statunitense coinvolto nella caccia. I due vengono prelevati da Fauxnvoy, un apparente funzionario dell'ambasciata statunitense che li assicura di riportarli a casa. Ancora una volta Crystal scopre il trucco e decide di investire il falso funzionario con la sua auto. Aprendo il bagagliaio, le due prede scoprono la presenza del cadavere di Gary.
Crystal e Don decidono dunque di tornare alla Fattoria mettendo in atto la loro vendetta. Don lascia, come diversivo, il piccolo maialino che era fuoriuscito dalla cassa delle armi della radura all'interno della trincea da cui gli aguzzini hanno massacrato le prede. Con un'entrata ad effetto Crystal uccide tutti i presenti, e dopo un breve dialogo con il militare che aveva addestrato i ricchi, si scopre che la donna è stata un soldato delle forze armate statunitensi mandata in Afghanistan. Poco dopo, la voce di Athena Stone richiama l'attenzione di Don attraverso un ricevitore, facendo credere a Crystal che si tratti di un complice. Crystal uccide Don e decide di raggiungere la villa dove si trova Athena.
Un flashback spiega le intenzioni di Athena nella realizzazione di questa efferata caccia all'uomo. In una chatroom, a cui partecipano i vari ricchi incontrati e poi uccisi da Crystal durante gli eventi narrati, Athena scherzosamente ed ironicamente cita questa ipotetica “Fattoria” che si troverebbe nel Vermont, facendo riferimento al fatto che ogni anno un'élite di ricchi organizza questa caccia all'uomo. La chat finisce online, e lo screenshot della conversazione inizia a fare il giro del web, finendo sui principali siti di teorie del complotto. Dopo che l'azienda per cui lavora le fa capire che non è più la benvenuta, Athena, particolarmente stizzita, inizia a pianificare la sua vendetta. Insieme agli altri colleghi allontanati dall'azienda, sceglie dodici individui fra i tanti che hanno creduto e marciato sui loro sfoghi nella chat diffusa in rete, che ora sarebbero dunque diventati veramente prede nella loro caccia all'uomo.
Crystal arriva dunque nella villa, dove Athena la sta aspettando. Dopo aver spiegato perché sta facendo tutto questo, Crystal la interrompe rivelando di essere in realtà un'omonima della Crystal Creasey che intende l'aguzzina, affermando di ricevere la posta di quest'ultima molto spesso. L'ex soldato gioca così con il dubbio come Athena aveva fatto con lei rivelandole la complicità di Don, dando il via ad un cruento combattimento corpo a corpo. Crystal ha la meglio e Athena, che viene ferita mortalmente, le chiede di rivelarle se fosse lei la vera Crystal Creasey. La donna afferma definitivamente di non essere lei e Athena spira con un ultimo "Ops!". Infine Crystal si mette uno degli abiti da sera di Athena, i tacchi e decide di tornare negli Stati Uniti con il suo jet privato.

## Produzione
Una prima bozza della sceneggiatura raffigurava i conservatori della classe operaia come gli eroi del film. Anche se alcuni articoli indicavano che il titolo originale del film era Red State vs. Blue State (dal termine politico statunitense stati rossi e stati blu), Universal ha rilasciato una dichiarazione in cui si nega che il film abbia mai avuto questo titolo di lavorazione.
Nel marzo 2018 Universal Studios ha acquistato i diritti del film che sarebbe stato diretto da Craig Zobel con una sceneggiatura di Nick Cuse e Damon Lindelof.
Nel marzo 2019 Emma Roberts, Justin Hartley, Glenn Howerton, Ike Barinholtz e Betty Gilpin sono stati annunciati nel cast del film. Nell'aprile 2019 Amy Madigan, Jim Klock, Charli Slaughter, Steve Mokate e Dean West sono entrati a far parte del cast del film. Hilary Swank è stata annunciata come parte del cast a luglio.
Le riprese sono iniziate il 20 febbraio 2019 a New Orleans e sarebbero terminate il 5 aprile.

## Promozione
Il primo teaser del film è stato distribuito il 14 luglio 2019, seguito dal trailer ufficiale il 31 luglio dello stesso anno.

## Distribuzione
Negli Stati Uniti, la pellicola sarebbe dovuta essere distribuita a partire dal 27 settembre 2019. Per un certo periodo è stato spostato al 18 ottobre prima di tornare alla data di uscita originale del 27 settembre.
Il 7 agosto 2019 la Universal ha annunciato che, dopo la strage di Dayton e la strage di El Paso, avrebbe sospeso la campagna promozionale del film. Alcuni giorni dopo il film è stato ritirato dal calendario di uscita dello studio. Il film è stato infine distribuito nelle sale statunitensi il 13 marzo 2020, mentre in Italia viene distribuito direttamente in video on demand il 27 marzo 2020 a causa della pandemia di COVID-19.

## Accoglienza

### Incassi
Nel primo fine settimana di programmazione il film ha incassato 5,3 milioni di dollari negli Stati Uniti di cui 2,2 solo il primo giorno. In totale ha incassato 11 milioni comunque sotto le aspettative del budget fissato a 14 milioni.

### Critica
The Hollywood Reporter ha scritto che ci sono state un paio di proiezioni di prova per il film che hanno avuto "reazioni negative". La seconda proiezione si è tenuta il 6 agosto 2019, a Los Angeles, e "gli spettatori hanno espresso ancora una volta il loro disagio con la politica", un problema che Universal non aveva previsto (anche se altri studi avevano inizialmente rifiutato la sceneggiatura proprio per questo motivo). In una dichiarazione a Variety, Universal ha smentito questa ricostruzione e ha anche contrastato le affermazioni secondo cui la sceneggiatura aveva originariamente un titolo politicamente polemico: "Mentre alcuni media hanno indicato che le proiezioni di prova per The Hunt hanno avuto un feedback negativo del pubblico; in realtà, il film è stato accolto molto bene e ha ottenuto uno dei più alti punteggi di prova per un film originale della Blumhouse. Inoltre, nessun spettatore presente alla proiezione di prova ha espresso disagio per qualsiasi discussione politica nel film. Mentre gli articoli dicono che The Hunt era precedentemente intitolato Red State vs. Blue State, non è mai stato il titolo provvisorio del film in nessun punto del processo di sviluppo, né è apparso su alcun documento di stato con quel nome".
Prima della sua uscita, il film è stato oggetto di critiche da parte di alcuni media come un presunto ritratto di liberali elitari che cacciano i sostenitori di Donald Trump. Lo stesso Trump ha lanciato un tweet il 9 agosto 2019 dichiarando che "La Hollywood liberale è razzista al massimo livello" e affermando che "Il film in uscita è fatto per infiammare e causare il caos" e aggiungendo "Creano loro stessi la violenza e poi cercano di incolpare gli altri". Anche se Trump non ha specificato il nome del film, i mezzi di comunicazione hanno creduto che fosse molto probabilmente un riferimento a The Hunt.
In definitiva il film ha ricevuto un responso misto dalla critica specializzata; sul sito Rotten Tomatoes ha raggiunto una percentuale di gradimento del 56%, mentre su Metacritic ha ottenuto un punteggio di 50, indicando recensioni miste o nella media. Su IMDb gli è stato assegnato un punteggio di 6.4/10.